# Яки
Яки (пол. Jaki) — село в Польщі, у гміні Вонсош Ґраєвського повіту Підляського воєводства.
Населення — 82 особи (2011).
У 1975-1998 роках село належало до Ломжинського воєводства.

## Демографія
Демографічна структура станом на 31 березня 2011 року:
|          | Загалом | Допрацездатний вік | Працездатний вік | Постпрацездатний вік |
| -------- | ------- | ------------------ | ---------------- | -------------------- |
| Чоловіки | 42      | 13                 | 23               | 6                    |
| Жінки    | 40      | 12                 | 22               | 6                    |
| Разом    | 82      | 25                 | 45               | 12                   |